# Murphy Rocks (Ostantarktika)
Die Murphy Rocks sind zwei runde, dunkelgraue Klippen mit einem Durchmesser von etwa 200 m, die rund 3 km vor der Ingrid-Christensen-Küste des ostantarktischen Prinzessin-Elisabeth-Lands im Gebiet der Vestfoldberge liegen.
Wissenschaftler der Australian National Antarctic Research Expeditions errichteten hier im Januar 1979 eine geodätische Vermessungsstation. Das Antarctic Names Committee of Australia benannte sie im selben Jahr nach Brian Murphy, der von 1978 bis 1979 an Vermessungen der Vestfoldberge und um die Davis-Station beteiligt war.